# René Stam
René Stam (Purmerend, 27 januari 1965) is een voormalig voetbaldoelman en huidig keeperstrainer. Hij speelde twaalf seizoenen voor ADO Den Haag.

## Carrière
Stam begon zijn loopbaan bij AZ'67. Hier kwam hij nooit in actie, waarna hij in 1984 naar ADO Den Haag ging. Hierna speelde hij twaalf jaar bij de club. Zijn eerste seizoen keepte hij nog in de Eerste divisie, maar in 1986 promoveerde Den Haag naar de Eredivisie. Op 20 augustus 1986 maakte Stam zijn debuut in de hoogste Nederlandse voetbalcompetitie, tegen Go Ahead Eagles. De wedstrijd werd met 1-0 verloren. Na twee jaar degradeerde hij met de club weer terug naar de Eerste divisie, maar bleef daar slechts één jaar. Vanaf 1992 speelde Stam met (het toen weer hernoemde) ADO Den Haag weer in de Eerste divisie. Stam was twaalf jaar lang de eerste keeper van de club, waarmee hij in totaal 398 wedstrijden speelde.
Hij besloot zijn loopbaan bij FC Utrecht, waar hij nog twee keer een helft mocht keepen. Op 21 augustus 1996 begon hij in de basis voor de openingswedstrijd van het seizoen tegen RKC Waalwijk (2-2), maar hij werd na 45 minuten vervangen voor René Ponk. In zijn laatste profwedstrijd, tegen FC Volendam op 6 november 1996, mocht hij de tweede helft keepen (1-0). Hij begon bij Utrecht ook met het geven van keeperstrainingen.
In 1997 startte hij een keepersacademie voor de jeugd en tussen 2000 en 2010 was hij keeperstrainer voor ADO Den Haag. In augustus 2009 was hij tijdelijk reservekeeper bij ADO vanwege blessures en problemen met de eerste drie doelmannen. Hij zat op de bank tijdens de tweede wedstrijd van het seizoen 2009/10 op 2 augustus, tegen VVV-Venlo. Tussen 2010 en 2022 was hij werkzaam bij Ajax, waar hij keeperstrainer was voor zowel de jeugd als Jong Ajax. Vanaf 2023 werd hij aangesteld als keeperstrainer voor meerdere Nederlandse jeugdelftallen.
Stam behaalde een propedeuse biologie aan de Universiteit Leiden en behaalde ook diverse trainersdiploma's bij de KNHB.

## Clubs
| seizoen | club         | land      | competitie     | wed. |
| ------- | ------------ | --------- | -------------- | ---- |
| 1981/82 | AZ'67        | Nederland | Eredivisie     |      |
| 1982/83 | AZ'67        | Nederland | Eredivisie     |      |
| 1983/84 | AZ'67        | Nederland | Eredivisie     |      |
| 1984/85 | FC Den Haag  | Nederland | Eerste divisie | 15   |
| 1985/86 | FC Den Haag  | Nederland | Eerste divisie | 36   |
| 1986/87 | FC Den Haag  | Nederland | Eredivisie     | 35   |
| 1987/88 | FC Den Haag  | Nederland | Eredivisie     | 28   |
| 1988/89 | FC Den Haag  | Nederland | Eerste divisie | 36   |
| 1989/90 | FC Den Haag  | Nederland | Eredivisie     | 17   |
| 1990/91 | FC Den Haag  | Nederland | Eredivisie     | 33   |
| 1991/92 | FC Den Haag  | Nederland | Eredivisie     | 34   |
| 1992/93 | ADO Den Haag | Nederland | Eerste divisie | 22   |
| 1993/94 | ADO Den Haag | Nederland | Eerste divisie | 26   |
| 1994/95 | ADO Den Haag | Nederland | Eerste divisie | 31   |
| 1995/96 | ADO Den Haag | Nederland | Eerste divisie | 22   |
|         |              |           |                | 335  |